# Teljes differenciál
Teljes differenciál alatt a matematikában (közelebbről az analízisben) az egyváltozós függvény differenciáljának legalább kétféle többdimenziós általánosítását értjük:
- egyrészt egy normált térből normált térbe képező függvényt legjobban közelítő affin leképezést, melyet másként Fréchet-deriváltnak is neveznek (bővebben erről lesz szó a szócikkben)
- másrészt egy valós értékű, parciálisan differenciálható, többváltozós függvény megváltozásának lineáris részét, melyet a matematikai fizikában és a harmonikus analízisben potenciálfüggvény teljes differenciáljának neveznek (ezt is tárgyaljuk).

## Fréchet-féle differenciálhatóság
Definíció – Azt mondjuk, hogy az f : Rm{\displaystyle \mapsto }Rn függvény[1. megj.] differenciálható (vagy totálisan differenciálható, vagy Fréchet-féle értelemben differenciálható) az értelmezési tartományának egy a belső pontjában, ha van olyan A : Rm{\displaystyle \rightarrow }Rn lineáris leképezés, mellyel létezik (továbbá véges az n = 1 esetben) a következő határérték:
{\displaystyle \lim \limits _{x\to a}{\frac {f(x)-f(a)-\mathbf {A} (x-a)}{||x-a||_{2}}}=0\;\;\;\;\;.} [2. megj.]
Az itt szereplő A lineáris operátort az f függvény a-beli differenciáljának vagy Fréchet-deriváltjának nevezzük és
{\displaystyle df(a)\;}-val (mint differenciál) illetve {\displaystyle D\!f(a)\;}-val (mint derivált)
jelöljük.
Ez azt jelenti, hogy f értékeinek f(a)-tól való eltérése kifejezhető az A(x – a) lineáris kifejezés és az ε(x) "nemlineáris" tag összegeként, mely utóbbi folytonos a-ban, ott nulla értékű és x = a esetén sokkal erősebben (magasabb rendben) válik nullává, mint A(x – a), azaz
{\displaystyle f(x)=f(a)+\mathbf {A} (x-a)+\mathbf {\varepsilon } (x)}
Itt az x {\displaystyle \mapsto } f(a) + A(x – a) leképezés konstans + lineáris alakú, azaz affin leképezés. Szemléletes jelenése, hogy x {\displaystyle \mapsto } f(a) + A(x – a) képe Rn-ben az f képének érintőegyenese – ha f görbét határoz meg – és érintősíkja, ha f felületet határoz meg (persze ezek a fogalmak csak R2 és R3 esetén bírnak geometriai jelentéssel).

## Jacobi-mátrix, deriválttenzor
Lásd még: Jacobi-mátrix, tenzor
Ha az f : U {\displaystyle \rightarrow }Rn függvény az U nyílt halmaz minden pontjában totálisan differenciálható, akkor mindenhol a parciális deriváltjai is léteznek és a differenciál kifejezhető velük. Azt a függvényt, mely U minden x eleméhez a df(x) leképezést rendeli differenciálleképezésnek nevezzük. Rögzített x-re a df(x) lineáris leképezésnek felírható a koordinátamátrixa (a sztenderd bázispárban, vagyis, ha a (1,0,0,…,0), (0,1,0, …, 0), …, (0,0,0, …, 0, 1) bázisvektorokat tekintjük mindkét vektortérben). Belátható, hogy az így keletkező
{\displaystyle [df(x)]\;}
n {\displaystyle \times } m-es mátrix a Jacobi-mátrix, melynek elemeit az f komponensfüggvényeinek parciális deriváltjai adják a következőképpen. Ha f-et úgy tekintjük, mint az (f1, f1, f2, … ,fn) m változós, de valós értékű függvényekből álló függvényrendszer, akkor a [df(x)] mátrix (i,j)-edik eleme:
{\displaystyle \left(\mathbf {J} _{x}^{f}\right)_{ij}:=\left.{\frac {\partial f_{j}}{\partial x_{i}}}\right|_{x}=[df(x)]_{ij}}
Jxf az f függvény x ponthoz tartozó Jacobi-mátrixát jelölő szimbólum.
Bár a Jacobi-mátrix a sztenderd bázisban van definiálva, és a bázis megváltoztatása esetén értékei szintén megváltoznak, de – az előbbi tétel miatt – ugyanannak a bázisfüggetlen lineáris leképezésnek lesz a koordinátamátrixa. Ezt a tulajdonságot azaz, hogy a Jacobi-mátrix „együtt transzformálódik a bázissal”, vagy „kovariáns a koordináta-rendszer-váltással” a matematikai fizikában úgy fogalmazzák meg, hogy a Jacobi-mátrix tenzormennyiség. Innen ered az az elnevezés, hogy a Jxf mátrix az f függvény deriválttenzora. Mivel az U minden pontjában felírhatjuk Jxf-t, ezért az U-n értelmezett Jf : x {\displaystyle \mapsto } Jxf leképezés úgy nevezett tenzormező, mely minden x-hez tenzort rendel.[3. megj.]

## Teljes differenciál és függvényműveletek
A teljes differenciálás egy adott a pontban tekinthető úgy, mint az a pontban totálisan differenciálható függvényeken végzett operáció. Ebben a tekintetben nevezzük létezik a Da differenciáloperátor, mely egy f (a-ban totálisan differenciálható) függvényhez a Df(a) leképezést rendeli. Bizonyos műveletekkel összekapcsolt függvények differenciáljának kiszámítása visszavezethető a függvények differenciáljaival végzett műveletekre.

### A differenciálás linearitása
Legyen f és g : Rm{\displaystyle \mapsto }Rn az a pontban totálisan differenciálható függvény. Ekkor tetszőleges λ és μ valós számokkal az λf + μg is totálisan differenciálható a-ban és differenciálja:
{\displaystyle d(\lambda f+\mu g)(a)=\lambda \,df(a)+\mu \,dg(a)\;}

### Függvénykompozíció differenciálása
Ha g : Rm{\displaystyle \mapsto }Rn differenciálható az a pontban és f : Rn{\displaystyle \mapsto }Rk differenciálható a g(a) pontban, továbbá f o g értelmezési tartományának belső pontja a, akkor f o g is differenciálható, és
{\displaystyle d(f\circ g)(a)=df(g(a))\circ dg(a)}

### Skaláris szorzat differenciálása
Az egyváltozós, vektorértékű, a-ban differenciálható f függvény esetén a Fréchet-derivált egyértelműen megfeleltethető a df(a)1 számnak, a df(a)x=(df(a)1){\displaystyle \cdot } x azonosság miatt. Ekkor df(a)1-et f'(a)-val jelöljük és ezt nevezzük az a-beli deriváltnak.
Ha f és g : R{\displaystyle \mapsto }Rn az a pontban totálisan differenciálható függvény, akkor az f {\displaystyle \cdot } g függvény is totálisan differenciálható és differenciálja:
{\displaystyle (f\cdot g)'(a)=f'(a)\cdot g(a)+f(a)\cdot g'(a)}
Megjegyzés. 1) A Fréchet-féle differenciálhatóság kiterjeszthető normált terek között ható függvényekre is (lásd később). Ha az f : R{\displaystyle \mapsto } E függvény normált algebrába képez (például négyzetes mátrixok közé), akkor az E algebra {\displaystyle \cdot } (nem feltétlenül kommutatív) szorzása esetére (mátrixok esetén ez a mátrixszorzás) hasonló összefüggés áll fenn, mint az előbb a skaláris szorzásra. Ha f és g : R{\displaystyle \mapsto }E (ahol E normált algebra) az a pontban totálisan differenciálható függvény, akkor az f {\displaystyle \cdot } g függvény is totálisan differenciálható és differenciálja:
{\displaystyle (f\cdot g)'(a)=f'(a)\cdot g(a)+f(a)\cdot g'(a)}
2) Az R3
{\displaystyle \mapsto }R3 típusú függvények esetén a vektoranalízis ismer egy összefüggést a skaláris szorzás deriválására, ám ez feltételezi olyan differenciáloperátorok ismeretét, mint a gradiens, a rotáció és a "v grad". Ekkor az u és v függvények skaláris szorzatának deriváltja (mely ebben az esetben a grad(u{\displaystyle \cdot }v) kifejezés):
{\displaystyle \operatorname {grad} (\mathbf {uv} )=(\mathbf {v} ,\operatorname {grad} )\mathbf {u} +(\mathbf {u} ,\operatorname {grad} )\mathbf {v} +\mathbf {v} \times rot\,\mathbf {u} +\mathbf {u} \times rot\,\mathbf {v} }

## Normált terek között ható függvény differenciálása
Legyen f : E{\displaystyle \mapsto }F normált térből normált térbe képező függvény. Azt mondjuk, hogy f differenciálható az értelmezési tartománya egy a belső pontjában (a ||.||E és ||.||F normák szerint), ha létezik olyan A : E{\displaystyle \rightarrow }F folytonos lineáris leképezés, mellyel a
{\displaystyle \lim \limits _{x\to a}{\frac {f(x)-f(a)-\mathbf {A} (x-a)}{||x-a||}}}
határérték létezik és 0.
Itt ||.|| az E térbeli norma.
Lényeges, hogy ebben az általános esetben elengedhetetlen, hogy az A leképezés folytonos legyen, mert bár véges dimenziós E esetén minden A : E{\displaystyle \rightarrow }F lineáris leképezés folytonos, de ha E végtelen dimenziós, akkor megadható (még egydimenziós F esetén is) olyan lineáris függvény, mely nem folytonos. A folytonossága pedig elengedhetetlen ahhoz, hogy általános keretek között is érvényben maradjon az, hogy differenciálható függvény egyben folytonos is.
Az függvényműveletekkel kapcsolatos szabályok itt is változatlanul érvényesek, feltéve, hogy az adott térben értelmezve vannak (például a skaláris vagy az algebrai szorzás).

## Potenciálfüggvény teljes differenciálja
Legyen Φ az Rn egy nyílt részhalmazán értelmezett, valós értékű, mindenhol totálisan differenciálható függvény (az ilyet potenciálfüggvénynek is nevezik). Φ teljes megváltozása egy adott r0 pont körül kifejezhetjük a következőképpen:
{\displaystyle \Delta \Phi =\Phi (\mathbf {r} )-\Phi (\mathbf {r} _{0})=\operatorname {grad} \Phi (\mathbf {r_{0}} )\cdot \Delta \mathbf {r} +\alpha (\mathbf {r} )|\Delta \mathbf {r} |}
ahol
{\displaystyle \operatorname {grad} \Phi (\mathbf {r} _{0})} jelen esetben a Φ Jacobi-mátrixa r0-ban, mely lényegében a Φ gradiense,
{\displaystyle \Delta \mathbf {r} =\mathbf {r} -\mathbf {r} _{0}} a független változó megváltozása, |Δr| ennek a hossza, {\displaystyle \cdot } a skaláris szorzás,
{\displaystyle \alpha (\mathbf {r} )} pedig olyan függvény, mely folytonos módon eltűnik az r0-ban
Az előbbi képletben lévő lineáris kifejezést, azaz
{\displaystyle d\Phi =\operatorname {grad} \Phi (\mathbf {r_{0}} )\cdot \Delta \mathbf {r} }
kifejezést nevezzük a Φ potenciálfüggvény teljes differenciáljának, melyet leggyakrabban koordinátákkal kiírva szokás megadni:
{\displaystyle d\Phi ={\frac {\partial \Phi }{\partial x_{1}}}\cdot \Delta x_{1}+{\frac {\partial \Phi }{\partial x_{2}}}\cdot \Delta x_{2}+...+{\frac {\partial \Phi }{\partial x_{n}}}\cdot \Delta x_{n}}

### Teljes differenciálkritérium
Gyakran a Δx mennyiségeket dx-szel jelölik, így
{\displaystyle d\Phi ={\frac {\partial \Phi }{\partial x_{1}}}\cdot dx_{1}+{\frac {\partial \Phi }{\partial x_{2}}}\cdot dx_{2}+...+{\frac {\partial \Phi }{\partial x_{n}}}\cdot dx_{n}}
Matematikai fizikai jellegű szövegekben sokszor szerepel, hogy valamely kifejezés teljes differenciál. Egy példa erejéig szorítkozzunk a kétváltozós függvények esetére. Azon, hogy
{\displaystyle X(x,y)\,dx+Y(x,y)\,dy}
teljes differenciál, azt értik, hogy létezik olyan Φ(x,y) kétváltozós függvény, hogy X(x,y)dx + Y(x,y)dy éppen a Φ(x,y) megváltozásának lineáris része, azaz teljes differenciálja. Ez a kijelentés ekvivalens azzal, hogy az X(x,y) és Y(x,y) függvényeknek léteznek és folytonosak a parciális deriváltjai és „keresztben vett” parciális deriváltjaik egyenlők:
{\displaystyle {\frac {\partial X(x,y)}{\partial y}}={\frac {\partial Y(x,y)}{\partial x}}}
További ekvivalens megfogalmazás az, hogy X(x,y) és Y(x,y) folytonosan parciálisan differenciálható és az
{\displaystyle \int \limits _{(x_{0},y_{0}),\Gamma }^{(s,t)}X(x,y)\,dx+Y(x,y)\,dy}
vonalintegrál független a Γ úttól, azaz mindig ugyanazt az értéket adja az (x0,y0) ponttól az (s,t) pontig integrálva. (Lényeges, hogy ebben az esetben dx és dy csak integrálási szimbólum.)